# Charles Lucien Bonaparte
Aquest autor és citat en taxonomia animal amb el nom «Bonaparte».
Charles Lucien (Carlo) Jules Laurent Bonaparte, segon príncep de Canino i Musignano (París, 24 de maig del 1803 - 29 de juliol del 1857) fou un naturalista i ornitòleg francès. Fou el fill de Lucien Bonaparte i Alexandrine de Bleschamp, i nebot de l'emperador Napoleó.
Bonaparte fou educat a Itàlia i, després de casar-se amb la seva cosina Zenaida el 29 de juny del 1822 a Brussel·les, viatjà als Estats Units. Abans de marxar d'Itàlia ja havia descobert un nou sílvid desconegut fins aleshores, la boscarla mostatxuda, que fou descrita per Temminck. Durant el viatge recollí exemplars d'un nou petrell, que fou descrit per Kuhl.
Bonaparte es dedicà a posar al dia l'American Ornithology d'Alexander Wilson, i la versió revisada fou publicada entre el 1825 i el 183]. El 1824 Bonaparte intentà fer que l'aleshores desconegut John James Audubon fou acceptat per l'Academy of Natural Sciences, però l'ornitòleg George Ord s'hi oposà.
A la fi de 1826, Bonaparte i la seva família tornaren a Europa. Visità Alemanya, on conegué Philipp Jakob Cretzschmar, i Anglaterra, on conegué John Edward Gray al Museu Britànic i tornà a trobar Audubon. El 1828, la família s'assentà a Roma. Entre el 1832 i el 1841, Bonaparte publicà la seva obra sobre els animals d'Itàlia, Iconografia della Fauna Italica. El 1849 fou elegit per l'Assemblea Romana i participà en la creació de la República Romana. Segons Jasper Ridley, quan l'Assemblea es reuní per primera vegada: «Quan el nom de Carlo Bonaparte, que era membre de l'Assemblea per Viterbo, fou cridat, ell respongué al passatge de revista cridant Viva la Repubblica!»Participà en la defensa de Roma contra els 40.000 soldats francesos enviats pel seu cosí Lluís Napoleó. Deixà Roma després que l'exèrcit republicà fos derrotat al juliol del 1849. Desembarcà a Marsella però Napoleó li ordenà deixar el país.
Viatjà a Anglaterra on va anar a la reunió de la British Association a Birmingham. Aleshores visità Sir William Jardine al sud d'Escòcia. Bonaparte començà a preparar una classificació metòdica de totes les aus del món, visitant museus d'arreu d'Europa per estudiar-ne les col·leccions. Durant aquest temps se li permeté tornar a França, i s'assentà a París durant la resta de la seva vida. Publicà el primer volum del seu Conspectus Generum Avium abans de morir, i el segon volum fou editat per Hermann Schlegel.